# Буровой шлам
Буровой шлам — измельченная горная порода, состоящая из продуктов разрушения горных пород забоя и стенок скважины, продуктов истирания бурового снаряда и обсадных труб, глинистых минералов (при промывке глинистым раствором).
Обычно подразумевают, что собственно буровой шлам — та часть взвеси, которая улавливается шламовой трубой при колонковом бурении или же при пневмоударном бурении и RC бурении.
Та же часть бурового шлама, что выносится на поверхность промывочной жидкостью, называется буровой мутью.
От контакта с буровым раствором шлам насыщается вредными компонентами, которые используются при бурении. Так же если при разведочном бурении имеет место истирание рудных минералов, то буровой шлам обогащается ценными компонентами руды; поэтому следует проводить опробование и качественный и количественный  анализы бурового шлама с целью уточнения результатов опробования скважины по керну.
Буровые шламы содержат преимущественно смесь каолина (входит в состав белой глины) и кварца (основной компонент буровых пород). Остальные минералы представлены в меньших количествах. Их присутствие определяется особенностями породы и параметрами бурения.
Содержание воды в шламах может достигать 70%.
Твердая фаза бурового шлама может содержать такие элементы, как кремний (Si) до 50%, алюминий (Al) до 20%, кальций (Ca) до 6%, сера (S) до 4%, калий (K), магний (Mg) и натрий (Na) до 3%.
Так же шлам может содержать органические соединения и нефтяные углеводороды, также в него могут попадать глубинные радионуклиды (при выявлении радиоактивного заражения применяют специальные методы дезактивации)